# Sebastien Faure
Auguste Louis Sebastien Faure (Saint-Étienne, 1858. január 6. – Royan, 1942. július 14.) az anarchista mozgalom vezető francia teoretikusa és propagandistája volt.

## Élete
Katolikus középosztálybeli családban nőtt fel Saint-Étienne-ben. Nagyon alapos képzést kapott a jezsuitáktól, és papnak készült, de apja halála után ehelyett biztosítással foglalkozott. A katonai szolgálat után egy évet Angliában töltött, majd megnősült, és Bordeaux-ba költözött. Hamar elvesztette katolikus hitét, és szocialistává vált. Az 1885-ös választáson a kommunista párt (Parti Ouvrier) jelöltje volt Gironde-ban, de nem nyert.
Pjotr Alekszejevics Kropotkin, Elise Reclus and Joseph Tortelier hatására az anarchista eszmék felé fordult. 1885-ben szakított a szocialistákkal, és Párizsban telepedett le. Ettől kezdve teljes idejét az anarchista eszmék terjesztésével töltötte. Felesége külön költözött, de sok évvel később ismét együtt éltek. Nagyon aktív íróvá és szónokká vált, előadások tartásából élt.
Nem tartotta magát eredeti gondolkodónak, de nagyon hatékonyan népszerűsítette mások elképzeléseit. Az anarchisták mérsékelt szárnyához tartozott. Nem győzte meg az 1890-es évek végén kibontakozó szindikalizmus, a szakszervezetek aktív támogatója maradt. Nem támogatta az erőszakos módszereket, de szimpatizált azokkal, akik éltek velük. Nem vett részt anarchista akciókban, tevékenysége kimerült az írásban és a mozgalom népszerűsítésében, a hatóságok mégis gyakran őrizetbe vették.
A kezdetekben Louise Michel, a Párizsi kommün egyik vezetőjének közeli munkatársa volt, de hamar nevet szerzett saját jogán is mint az ország egyik leginkább ismert anarchistája. 1894-ben védőként részt vett a Harmincak tárgyalásán, amelynek célja az anarchista mozgalom vezetőinek elítéltetése volt. Faure különböző újságokban publikált, ezek közül a legfontosabb a Le Libertaire (A Libertiánus) volt, amelyet 1895 novemberében Louise Michellel közösen indított.

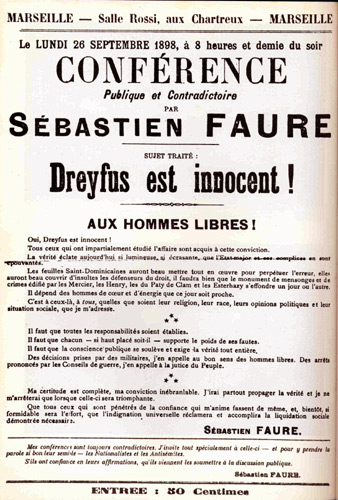
Dreyfus ártatlan – Faure kiáltványa

Aktívan publikált a Journal du Peuple (Népújság) című napilapban Alfred Dreyfus érdekében 1899-ben. 1901-1902-ben Lyonban megjelentette a Le Quotidien (Napilap) című újságot. 1903-tól részt vett a születésszabályozást támogató mozgalomban. 1904 és 1917 között a La Ruche libertáriánus iskolát vezette.
Ellenezte az első világháborút, és Vers la Paix (A béke felé) címmel kiáltványt adott ki 1914 végén. 1916 április és 1917 december között kiadta a Ce qu'il faut dire (Amit ki kell mondani) című baloldali lapot. 1918 és 1921 között börtönbüntetésre ítélték fiatal korú lányok megrontásáért, ami ártott ugyan karrierjének, de nem tette tönkre.
A háború után életre keltette a Le Libertaire-t, amely 1919 és 1939 között működött. 1921-ben a Szovjetunióban kialakuló diktatúrát elítélő anarchista mozgalom élére állt. 1922 januárjában elindította a La Revue Anarchiste (Anarchista Szemle) című lapot, amely a mozgalom legfőbb orgánuma volt a két világháború között. Elítélte a szektariánizmust, és egy olyan egység létrehozásán fáradozott, amelyben az individualizmus, a libertáriánus kommunizmus és az anarchoszindikalizmus egyaránt megfér.
1927-ben egyik fő támogatója volt az anarchista szövetség (Union Anarchiste) mellett létrejövő új ernyőszervezet, az  Association des Federalistes Anarchistes létrejöttének és lapja, La Voix Libertaire (Libertáriánus Hang) megindításának, amely 1928 és 1939 között működött. Az 1930-as években részt vett a békemozgalomban mint a Békeharcosok Nemzetközi Ligájának vezető képviselője. 1940-ben a németek elől Royan városába menekült, ahol 1942-ben meghalt.

## Főbb munkái
- La Douleur universelle: Philosophie libertaire (1895)
- Medicastres: Philosophie libertaire (nem jelent meg)
- Mon communisme: Le bonheur universel (1921)
- L'Imposture religieuse (1923)
- Encyclopedie Anarchiste (1927–1932)

## Magyarul megjelent művei
- Isten bűnei; Világosság, Bp., 1906 (Szocialista diákok könyvtára)